# The New Adventures of Hitler
The New Adventures of Hitler (рус. Новые приключения Гитлера) — серия комиксов, написанная Грантом Моррисоном и проиллюстрированная Стивом Йоуэлом. Впервые комикс появился в шотландском журнале Cut в июле 1989 года, а впоследствии был перепечатан в журнале Crisis в выпусках #46—49 в 1990 году. В комиксе рассказывается о жизни Адольфа Гитлера в Ливерпуле в 1912 году.

## История публикаций
The New Adventures of Hitler является сатирической и сюрреалистической серией комиксов, основанной на заверениях Бриджит Даулинг о том, что Адольф Гитлер в 1912—1913 проживал с ней, её мужем Алоисом Гитлером и её сыном Уильямом Патриком Гитлером в Ливерпуле. Впервые она появилась в шотландском журнале Cut в июле 1989 года и сразу же вызвала общественный резонанс. Гранта Моррисона, сценариста комикса, называли нацистом, а Пэт Кейн, один из редакторов журнала, уволился.
Журнал Cut закрылся до того, как комикс был напечатан полностью. В 1990 году комикс был напечатан полностью в журнале Crisis в выпусках #46—49. Впоследствии The New Adventures of Hitler больше нигде не перепечатывалась и из-за этого стала редкой серией комиксов. Грант Моррисон планировал создать собственное издательство, чтобы напечатать некоторые свои работы, в том числе и The New Adventures of Hitler, но «ничего не вышло».

## См.также
- Гитлер в произведениях культуры